# Pseudaulacaspis ponticula
Pseudaulacaspis ponticula är en insektsart som beskrevs av Williams och Watson 1988. Pseudaulacaspis ponticula ingår i släktet Pseudaulacaspis och familjen pansarsköldlöss.
Artens utbredningsområde är Papua Nya Guinea. Inga underarter finns listade i Catalogue of Life.